# António Lopes Ribeiro
António Lopes Ribeiro (* 16. April 1908 in Lissabon; † 14. April 1995 ebenda) war ein portugiesischer Filmregisseur und -produzent.

## Biografie
Nach seinem Abitur am Gymnasium, dem Liceu Pedro Nunes in Lissabon, begann er ein Studium am Instituto Superior Técnico, der Fakultät der Ingenieurwissenschaften der Technischen Universität Lissabon. Seiner Leidenschaft für Filme seit Kindheit an folgend, brach er das Studium ab, und wurde 1926 einer der ersten Filmkritiker des Landes. Erst schrieb er für die Zeitschrift Sempre Fixe, danach für die Nachmittagszeitung Diário de Lisboa (erschien 1921–1990), in der er einige Jahre lang eine cineastische Wochenrubrik unter dem Pseudonym Retardador (dt. „Der Verzögerer“) führte. 1930 gründete er die Film-Wochenzeitung Kino, die er ein Jahr leitete. Auch in den folgenden Jahrzehnten schrieb er immer wieder Theater-, Zirkus- und Filmkritiken für verschiedene Zeitschriften und Zeitungen, u. a. in A Bola.
Nachdem er sich seit seiner Jugend bereits als Hobbyfilmer betätigte, drehte er 1928 seinen ersten Film unter professionellen Bedingungen. 1929 bereiste er die wichtigsten Filmstudios Europas in Paris, Berlin, Moskau, Wien, Mailand, Nizza und Barcelona. Noch im selben Jahr drehte er die portugiesischen Szenen für Erich Schönfelders Film Fräulein Lausbub. 1933 drehte er seinen ersten Langfilm (Gado Bravo, dt. „Wildes Vieh“). In den folgenden Jahrzehnten drehte er über 50 Filme, darunter viele Reportagen, Dokumentationen und Spielfilme für das repressive Estado Novo-Regime von Salazar (1889–1970), aber auch einige der erfolgreichen Lissabonner Komödien der Zeit.
António Lopes Ribeiro war auch im Radio aktiv. So arbeitete er seit Gründung der Emissora Nacional 1933 bis 1936 dort, wo er ab 1935 das Schallplattenarchiv leitete. Ebenso war er als Theaterintendant aktiv und führte die Theatergesellschaft Os Comediantes de Lisboa von 1944 bis 1951. Ribeiro war auch Filmproduzent, besonders mit seiner 1941 gegründeten Produktionsfirma Produções António Lopes Ribeiro. Von 1938 bis 1943 und von 1957 bis 1974 war er Vorsitzender der Gewerkschaft der Filmschaffenden Portugals (Sindicato dos Profissionais de Cinema). Das 1956 gestarteten portugiesische Fernsehen (RTP) sendete von 1957 bis 1974 seine Sendung Museu do Cinema.
António Lopes Ribeiro ist der ältere Bruder von Francisco Carlos Lopes Ribeiro (1911–1984), der als Ribeirinho ein bekannter Schauspieler und Theaterregisseur in Portugal war.

## Rezeption
Er galt als vielseitig talentierter Regisseur und leidenschaftlicher Cineast, der sich seit frühester Jugend mit Film beschäftigt hatte. Gleichzeitig war er auch ein Anhänger Salazars, für dessen Regime er auch nach Salazars Rücktritt noch Filme drehte. So umfasst sein Werk eine Fülle Dokumentarfilme, dazu ebenso Komödien, Literaturverfilmungen und Dramen, aber auch eine Reihe Propagandafilme, für die Inauguração do Estádio Nacional („Einweihung des Nationalstadions“ 1944) oder Portugal de Luto na Morte de Salazar („Portugal betrauert den Tod Salazars“ 1970) anschauliche Beispiele sind. Sein unter dem Eindruck des spanischen Bürgerkrieges und mit maßgeblicher Beteiligung des staatlichen Propagandasekretariats (SPN) gedrehter, stark antikommunistischer Film A Revolução de Maio war 1937 der erste Propagandafilm des Estado Novo. Entsprechend wurde Ribeiro, ähnlich José Leitão de Barros, später als unkritischer und opportunistischer „Regisseur des Regimes“ gesehen, dem Talent und eine tiefe Leidenschaft für das Kino dabei nicht abgesprochen wurden.

## Filmografie
| - 1928: Bailando ao Sol - 1929: Uma Batida em Malpique - 1932: Curso de Oficiais Milicianos em Mafra - 1933: A Preparação do Filme ‘Gado Bravo’ - 1934: Gado Bravo - 1935: Fogos Reais na Escola Prática de Infantaria - 1937: A Revolução de Maio - 1938: Exposição Histórica da Ocupação - 1939: Viagem de Sua Excelência o Presidente da República a Angola - 1940: Guiné, Berço do Império - 1940: Feitiço do Império - 1941: O Pai Tirano - 1942: Portugal na Exposição de Paris de 1937 - 1943: Amor de Perdição - 1944: Inauguração do Estádio Nacional - 1944: A Morte e a Vida do Engenheiro Duarte Pacheco - 1945: As Ilhas Crioulas de Cabo Verde - 1945: A Vizinha do Lado - 1947: O Cortejo Histórico de Lisboa - 1947: Anjos e Demónios - 1948: Lisboa de Hoje e de Amanhã - 1949: Só Tem Varíola Quem Quer - 1949: Estampas Antigas de Portugal - 1950: Trabalho e Previdência - 1950: Serviços Médico-Sociais - 1950: Segurança Social e Assistência Médica - 1950: Casas para Trabalhadores - 1950: Algarve d'Além Mar - 1950: A Festa dos Tabuleiros em Tomar | - 1950: Frei Luís de Sousa - 1951: As Rodas de Lisboa - 1952: A Celebração do 28 de Maio de 1952 - 1953: O Jubileu de Salazar - 1953: Cortejos de Oferendas - 1953: A Viagem Presidencial a Espanha - 1955: A Visita do Chefe do Estado à Ilha da Madeira - 1956: A Visita do Ministro Paulo Cunha aos Portugueses da Califórnia - 1957: A Visita a Portugal da Rainha Isabel II da Grã Bretanha - 1957: A Viagem Presidencial ao Brasil - 1957: A Rainha Isabel II em Portugal - 1957: A Gloriosa Viagem ao Brasil - 1957: 30 Anos com Salazar - 1958: Portugal na Exposição Universal de Bruxelas - 1958: Comemorações Nacionais - 1959: O Primo Basílio - 1960: Os Monumentos de Belém - 1960: Mosteiros Portugueses - 1960: Indústrias Regionais - 1960: Arte Sacra - 1962: As Artes ao Serviço da Nação - 1963: O I Salão de Antiguidades - 1963: Instituto de Oncologia - 1963: Casa Bancária Pinto de Magalhães - 1966: Gil Vicente e o Seu Teatro - 1970: Portugal na Expo'70 - 1970: Portugal de Luto na Morte de Salazar - 1970: Dia de Portugal na Expo'70 |